# Vicoa
Vicoa is een geslacht uit de composietenfamilie (Asteraceae). De soorten komen voor op de Kaapverdische Eilanden, in tropisch Afrika en van het Arabisch schiereiland tot in Zuid-China en Indochina.

## Soorten
- Vicoa albertoregelia C.Winkl.
- Vicoa cernua Dalzell
- Vicoa chodzhakasiani (Kinzik.) Nabiev
- Vicoa discoidea (Nabiev) Kamelin
- Vicoa glanduligera Krasch.
- Vicoa indica (L.) DC.
- Vicoa krascheninnikovii Kamelin
- Vicoa lignea (Mesfin) D.Gut.Larr., Santos-Vicente, Anderb., E.Rico & M.M.Mart.Ort.
- Vicoa multicaulis (Boiss.) Benth. & Hook.f.
- Vicoa parietarioides Nevski
- Vicoa propinqua Nevski
- Vicoa rupicola Krasch.
- Vicoa sahyadrica Nandikar & Sardesai
- Vicoa varzobica (Kamelin & Kinzik.) Nabiev